# Erol Ates
Erol Ates, född 19 juni 1993, är en finländsk fotbollstränare som sedan juli 2024 är tränare för GIF Sundsvall.
Ates är född och uppvuxen i Konya i Turkiet men flyttade till Åbo i Finland som tonåring. Efter att ha spelat i en del olika finska fotbollsklubbar satsade han satsade han på en tränarkarriär och var bland annat assisterande tränare i FC Inter Åbo och huvudtränare i Järvenpään Palloseura (JäPS) innan han i juli 2024 presenterades som tränare för GIF Sundsvall i Superettan som ersättare till Douglas Jakobsen som tidigare lämnat klubben.